# Galeodes darendensis
Espèce
Synonymes
- Galeodes atroluteus Roewer, 1961 nec Roewer, 1960

Galeodes darendensis est une espèce de solifuges de la famille des Galeodidae.

## Distribution
Cette espèce est endémique de Turquie.

## Description
Le mâle holotype mesure 41 mm.

## Étymologie
Son nom d'espèce, composé de darende et du suffixe latin -ensis, « qui vit dans, qui habite », lui a été donné en référence au lieu de sa découverte, Darende.

## Publications originales
- Harvey, 2002 : Nomenclatural notes on Solifugae, Amblyppygi, Uropygi and Araneae (Arachnidda). Records of the Western Australian Museum, vol. 20, p. 449-459.
- Roewer, 1961 : Einige Solifugen und Opilioniden aus der Palearctischen und äthiopischen. Région.  Seckenbergiana Biologica, vol. 42, no 5/6, p. 479-490 (texte intégral).